# Saison 2 d'Ici Interpol
 (mars 2025).
Si vous disposez d'ouvrages ou d'articles de référence ou si vous connaissez des sites web de qualité traitant du thème abordé ici, merci de compléter l'article en donnant les références utiles à sa vérifiabilité et en les liant à la section « Notes et références ».

Cet article présente le guide des épisodes de la deuxième saison de la série télévisée Ici Interpol.

## Épisode 1 (Trial at Cranby's Creek)
- Royaume-Uni : 13 mars 1960

- Andrew Duggan (Cranby)
- Rowland Bartrop (Emil Brock)
- Leslie Weston (Doc Carson)
- Michael Balfour (Russ)
- Felicity Young (Ruth)
- Charles Houston (Graham)

## Épisode 2: (Ascent to Murder)
- Royaume-Uni : 20 mars 1960

- Gordon Tanner (Pearce Clyde)
- Howard Marion-Crawford (Peters)
- Julian Sherrier (Baratopi)
- John Cairney (Lt. Gupta)
- Anthony Dawson (Clouston)
- Ursula Howells (Miki)

## Épisode 3: (Slow Boat to Amsterdam)
- Royaume-Uni : 27 mars 1960

- Bernard Cribbins (Sid)
- Stanley Van Beers (Commissaire)
- William Franklyn (Nevil)
- Harold Kasket (Thibault)
- Francis de Wolff (Blink)

## Épisode 4: (White Blackmail)
- Royaume-Uni : 3 avril 1960

- Francis Matthews (Fawley)
- Robert Gallico (Hunter)
- Nanette Newman (Hannah)
- Douglas Wilmer (Steinitz)
- Mary Morris (Ingrid Hoffman)

## Épisode 5: (A Foreign Body)
- Royaume-Uni : 10 avril 1960

- John Chandos (Landau)
- Carl Duering (D'Ambrosio)
- John Crawford (Ben Stack)
- Stratford Johns (Chaublin)
- Michael Balfour (Inspector Hill)

## Épisode 6: (In the Swim)
- Royaume-Uni : 17 avril 1960

- John Horsley (Montell)
- Dorinda Stevens (Millicent)
- Jack Lambert (Commander Smith)
- Robert McKenzie (Johnny)
- Trevor Reid (Cummings)
- Arthur Lawrence (Hotel Manager)

## Épisode 7: (The Three Keys)
- Royaume-Uni : 24 avril 1960

- Anthony Jacobs (Artigas)
- Lionel Murton (Thackeray)
- Cyril Shaps (Slade)
- Basil Dignam (Inspector Hopkins)
- Arnold Diamond (Lambert)

## Épisode 8: (Eight Days Inclusive)
- Royaume-Uni : 1er mai 1960

- Robert Hunter (Capt. Fehr)
- Rona Anderson (Lena)
- Glyn Owen (Gill)

## Épisode 9: (Dressed to Kill)
- Royaume-Uni : 8 mai 1960

- Frederick Jaeger (Bernarde)
- Paula Byrne (Mamie Bryant)
- Caroline Leigh (Monique)
- David Knight (Harry Grayson)
- Hazel Court (Carol)

## Épisode 10: (Desert Hi-Jack)
- Royaume-Uni : 22 mai 1960

- Henry Oscar (Renoir)
- Colette Wilde (Shana)
- Patrick Jordan (Cpl. Kahn)
- Neal Arden (Commandant)
- John Salew (Fake Professor)

## Épisode 11: (Pipeline)
- Royaume-Uni : 29 mai 1960

- Dervis Ward (Colonel)
- Elisabeth Wilson (Vicenta)
- Richard Leech (Garetta)
- John Bentley (Dave Carson)

## Épisode 12: (The Absent Assassin)
- Royaume-Uni : 5 juin 1960

- William Thorp Devereaux (Mottier)
- John Longden (Lord Ruskington)
- Russell Waters (Zelnikov)
- Frederick Piper (Inspector Malcolm)
- Donald Pleasence (Karl Hausmann)

## Épisode 13: (Checkmate)
- Royaume-Uni : 21 février 1960

- Gaylord Cavallaro (Baker)
- Barbara Shelley (Diane)
- David Lander (Luis)
- Arnold Bell (Artigas)